# Cercle des économistes
 (juillet 2020).
Si vous disposez d'ouvrages ou d'articles de référence ou si vous connaissez des sites web de qualité traitant du thème abordé ici, merci de compléter l'article en donnant les références utiles à sa vérifiabilité et en les liant à la section « Notes et références ».
Le Cercle des économistes est un cercle de réflexion fondé en 1992 à l'initiative de Jean-Hervé Lorenzi qui réunit actuellement trente économistes et universitaires de tendance libérale.
Le Cercle des économistes organise différents événements annuels dont les Rencontres économiques d’Aix-en-Provence.

## Membres
Les membres sont tous professeurs d'économie.
- Philippe Aghion
- Yann Algan
- Patrick Artus
- Emmanuelle Auriol
- Maya Bacache-Beauvallet
- Françoise Benhamou
- Jean-Paul Betbèze
- Agnès Benassy-Quéré
- Laurence Boone
- Stéphane Carcillo
- Benoît Cœuré
- Hippolyte d'Albis
- Christian de Boissieu
- Pierre Dockes
- Lionel Fontagné
- Pierre-Yves Geoffard
- Patrice Geoffron
- Pierre Jacquet
- Bertrand Jacquillat
- Jean-Hervé Lorenzi (Fondateur)
- Catherine Lubochinsky
- Isabelle Méjean
- Valérie Mignon
- El-Mouhoub Mouhoud
- Olivier Pastré
- Anne Perrot
- Jean Pisani-Ferry
- Jean-Paul Pollin
- Lionel Ragot
- Xavier Ragot
- Hélène Rey
- Alexandra Roulet
- Christian Saint-Étienne
- Dominique Roux
- Katheline Schubert
- Claudia Sénik
- Stefanie Stantcheva
- Akiko Suwa-Eisenmann
- David Thesmar
- Philippe Trainar
- Alain Trannoy
- Claire Waysand

## Activités

### Activités actuelles
- Organisation des Rencontres économiques d'Aix-en-Provence, forum économique international ouvert à tous et gratuit qui propose à des universitaires, des décideurs politiques et économiques de se rencontrer afin d'échanger sur un thème économique.
- Attribution du Prix du meilleur jeune économiste de France. Organisé en association avec le journal Le Monde, ce prix distingue chaque année un économiste français de moins de 41 ans, reconnu pour la qualité de ses travaux[1].
- Intervention chaque jeudi à 9h sur BFM Business dans l’émission « Les Experts » animée par Nicolas Doze et chaque samedi à 13h41 sur franceinfo dans l'émission « Les informés de l'éco » animé par Emmanuel Cugny, dans laquelle deux économistes débattent des sujets qui marquent l’actualité économique et sociale. Chronique du Cercle des économistes chaque lundi sur le site de Boursorama et chaque mercredi dans Les Échos.
- Diffusion du podcast Génération Economie dans lequel des économistes (lauréats ou nommés au Prix du meilleur jeune économiste) échangent avec de jeunes adultes sur des questions fondamentales pour comprendre notre monde, son fonctionnement et ses évolutions. Ce podcast est produit par Louie Creative, l'agence de création de contenus de Louie Media.

### Activités passées
- Organisation des Rencontres Économiques de Singapour : en janvier 2016 sur le thème « Europe and the Asian Century: Keys for the World Economy? », en 2019 avec « Les nouveaux horizons de l’économie mondiale », et en 2024 sur « L’Indopacifique : pivot de l’équilibre mondial »
- L'organisation de la première édition des Rencontres Economiques de Kigali, au Rwanda, en novembre 2023, sur le thème « En temps de crise, quelles opportunités pour l’Afrique ? ».

- Organisation des Rencontres économiques à Casablanca[2]. En avril 2014 s'est tenue la première édition des Rencontres économiques à Casablanca sur le thème « L'avenir du Monde est-il africain ? ».
- Coorganisation des Rendez-vous de la Méditerranée[3] avec l’Institut de la Méditerranée/Femise. Ce forum économique annuel se focalise sur les enjeux méditerranéens.

## Contestation
Les débats organisés par le Cercle des économistes chaque année en juillet à Aix-en-Provence font l'objet depuis 2012 d'une contre-manifestation appelée par dérision les « Rencontres déconnomiques d'Aix-en-Provence » et animées quant à elle par des économistes se réclamant de la rupture avec le « néolibéralisme » sous le vocable satirique de « Cercle des déconnomistes ».